# 克里斯特卢什
克里斯特卢什是葡萄牙波尔图区的一个堂区。总面积2.97平方公里，总人口2709人，人口密度912.1人/平方公里。